# محمد توفيق علي
محمد توفيق علي (1881 -1937) هو شاعر مصري، ينتمي إلى مدرسة الإحياء والبعث في الشعر العربي.

## حياته ونشاته
ولد محمد توفيق بن أحمد بن علي العسيري العباسي في قرية زاوية المصلوب بمحافظة بني سويف عام 1881 أثناء الثورة العرابية، وكان والده من أثرياء الفلاحين، فألحقه بكتاب القرية، ثم أوفده إلى القاهرة، انتظم بمدرسة «القربية» حتى نال الشهادة الابتدائية، والتحق بعدها بمدرسة الفنون والصنائع في بولاق، ودرس بها فنون الأدب العربي، توفي سنة 1937، عن عمر ناهز 55 عاما، ودفن في مقبرة أسرته الواقعة على مشارف الصحراء شرقي النيل.

## مسيرته
ألتحق بالمدرسة الحربية، وتخرج ضابطا عام 1898، ثم التحق بالجيش المصري في السودان، والتقى هناك بشاعر حافظ إبراهيم ونهل من فيض شعره الزاخر، وبعد انقضاء مهمته في السودان عاد إلى مصر وقرر أن يهب ما بقي من عمره لنظم الشعر.

## أعماله
على الرغم مما مر به توفيق من ضائقة مالية عصفت بثروة أبيه وأحالته إلى الفقر والشقاء، فإن ذلك لم يمنعه من أن يثري الساحة الأدبية بالعديد من الذخائر الشعرية: منها
- ديوانه الكبير الذي أخرجه في خمسة أجزاء؛ هي: «قفا نبك»، و«السكن»، و«الروضة الفيحاء»، و«تسبيح الأطيار»، و«ترنيم الأوتار».[4]